# Hexadactilia
Hexadactilia är ett släkte av fjärilar. Hexadactilia ingår i familjen fjädermott.
Kladogram enligt Catalogue of Life:
| Hexadactilia | \| \| Hexadactilia borneoensis \| \| \| \| \| \| Hexadactilia civilis \| \| \| \| \| \| Hexadactilia trilobata \| \| \| \| |
|              | \| \| Hexadactilia borneoensis \| \| \| \| \| \| Hexadactilia civilis \| \| \| \| \| \| Hexadactilia trilobata \| \| \| \| |
|              | Hexadactilia borneoensis                                                                                                   |
|              | |
|              | Hexadactilia civilis |
|              | |
|              | Hexadactilia trilobata |
|              | |